# Аделхайд фон Локум-Халермунд
Вижте пояснителната страница за други личности с името Аделхайд.
Аделхайд фон Локум-Халермунд (на немски: Adelheid von Loccum-Hallermund; † сл. 1189) e графиня на Кефернбург, Халермунд и Васел.

## Произход
Тя е дъщеря и наследничка на граф Вилбранд I фон Локум-Халермунд (1120 – 1167) и Беатрикс, дъщеря на пфалцграф Ото I фон Салм. През 1191 г. Аделхайд наследява след смъртта на нейния брат графство Халермунд в Княжество Каленберг.

## Бракове и деца
Първи брак: с граф Конрад II фон Васел (* ок. 1145; † 23 май 1176 или 1178), който е vicedominus на Хилдесхайм. С него тя има две дъщери:
- Аделхайд фон Васел (* ок. 27 октомври 1175; † сл. 1244), омъжена първо за граф Бернхард II фон Ратцебург († 1198) и след неговата смърт за граф Адолф I фон Дасел († 1224), син на Лудолф I фон Дасел
- Фридерун († сл. 1198), монахиня

Втори брак: с граф Гюнтер II фон Шварцбург–Кефернбург (* ок. 1135; † 1197). Тя е втората му съпруга. С него тя има двама сина:
- Лудолф II фон Халермунд (* ок. 1180; † 15 ноември 1256)
- Вилбранд фон Кефернбург (* 1180; † 5 април 1253), от 1235 г. архиепископ на Магдебург